# Víz alatti régészet

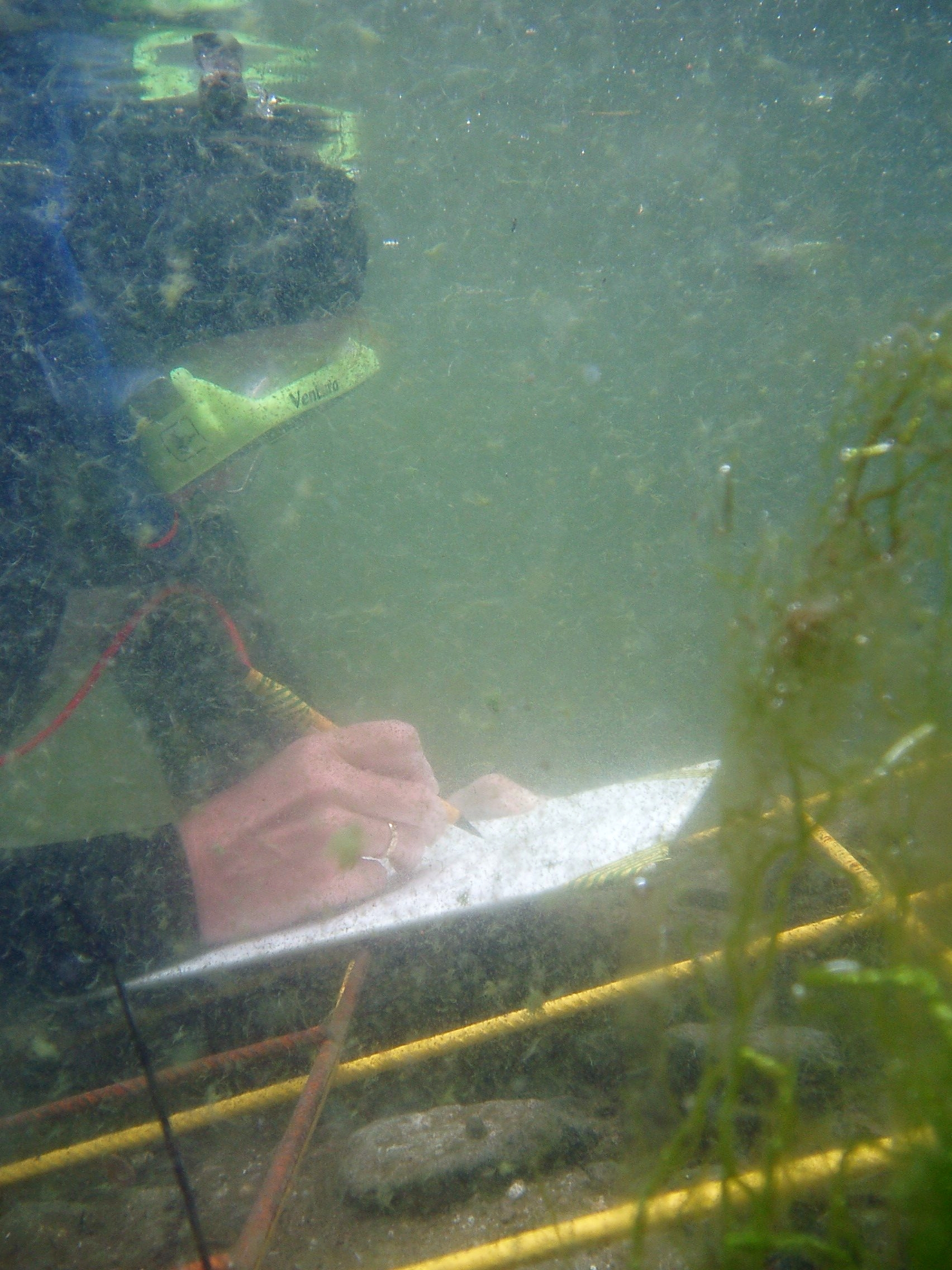
Vízalatti régészeti felmérés

A víz alatti régészet a régészet sajátos ágazata, a vizek alatti leletek feltárására irányul. Hasonlóan a régészethez, a kincskutatásból fejlődött ki, de szerepet játszott fejlődésében a sport- és egyéb célú búvárkodás, a katonai víz alatti felderítés fejlődése is.

## Víz alatti régészet Magyarországon
Hazánkban, mivel tengerrel nem rendelkezünk, a víz alatti archeológia szerény múltra tekinthet vissza. Az első jelentősebb próbálkozásokra az 1980-as években került sor a Duna bölcskei szakaszán egy olyan helyen, amit a helyi lakosok „Templomos”, a hajósok pedig „Bölcskei szikla” néven emlegettek, és sejtették, hogy ott a víz régiségeket rejt.
A magyar vízi régészet egyik legnagyobb érdeklődéssel kísért vállalkozása a Szent István csatahajó 1994–1997 közötti kutatása volt, bár ennek a kora kívül  esik a régészet általános korhatárán, hiszen ez a tudományág általában csak a 18. század előtti leletekkel foglalkozik. A Szent István kutatására indult expedíció szervezői között már ott volt a Magyar Régészeti és Művészettörténeti Társulat 1992-ben Szekszárdon létrehozott Búvárrégészeti Szakosztálya is. Néhány magyar búvárrégész elismeréssel tevékenykedett Görögországban, Spanyolországban, és a Dél-afrikai Köztársaság kifejezetten tudományos értékű víz alatti kutatásokban, hajófeltárásokon.
A hazai régészet kezdeteitől napjainkig sok ezer lelet került felszínre vizek, mocsarak alól, azonban ezek túlnyomó többségét nem a vízi régészet, vagy általában a régészet eszközeivel tárták fel, hanem markolók, kotróhajók emelték ki a mederkotrások és a sóderkitermelés során.
A magyarországi vízi régészet természeti körülményei nehezek. A folyókban, így a régészeti leletek szempontjából legfontosabb Dunában is nagy a sodrás, a feltárt leletek elmozdulnak, bemérésük, rajzolásuk speciális módszereket igényel. A hazai tavak vizében a látótávolság sekély, vizük zavaros, a holtmedrekben és a kisebb tavainkban nem egyszer 50–80 centiméteres lágy iszapréteg borítja a meder alját.
A víz alól előkerült leletek nagy része nem is igazán tekinthető víz alatti régészeti leletnek, hiszen nem egy víz alatti régészeti objektum feltárásáról van szó, hanem a szóban forgó tárgyakat véletlenszerűen borította el a víz, mint például az egykori római vagy középkori kutak, amelyek a feltárás során újra megteltek vízzel.
A Dunaújváros és Paks közötti Duna-szakaszon folyó kotrási munkálatok során ezerszámra kerültek elő ősállatcsontok, bronzkori, kelta, római kori, közép- és hódoltságkori tárgyak. 1999-ben Paksnál került elő egy nagy tudományos értékű, teljesen ép, lausitzi típusú bronzkori sisak is. Ezek víz alatti leletek ugyan, de véletlenszerűen, hadi esemény vagy átkelés során kerültek a folyóba. Előkerülési helyükön ezért fel sem merül, hogy víz alatti, további kutatásra érdemes lelőhelyről lenne szó.

### A hazai víz alatti lelőhelyek feltárása
A víz alatt, lelőhely értékű objektumok építmények vagy hajórakományok maradványai, amelyek kutatása további eredményeket ígér. Az ilyenekről először 1994-ben készített egy lelőhely-katasztert a Régészeti Társulat Búvárrégész
Szakosztálya Régészhallgatói Búvárcsoportjának két tagja, Szabó Gábor és Tóth János Attila.
Szabályos víz alatti régészeti feltárás, könnyűbúvárok segítségével, Magyarországon először 1986-1996 között folyt a szekszárdi Wosinsky Mór Megyei Múzeum szervezésében Bölcskénél a Duna medrében. A folyam jobb oldali főágának partjára a 4. században épített római kikötőerődöt tárták fel a dunaújvárosi Dunaferr Búvárklub és Bölcske község segítségével. Ennek egyik érdekessége volt, hogy az ottani építmények (Campona), és (Aquincum) térségéből származó, másodlagosan felhasznált oltárköveket, síremlékeket is tartalmaztak. Az itt előkerült mintegy negyven darab feliratos kőemléket a bölcskei Soproni Sándor Kőtárban, valamint a szekszárdi múzeum előtt téren helyezték el. Emellett száznál több pénzérmét, ötvennél több bélyeges téglát is találtak. Az óbudai eredetű kövek szinte kivétel nélkül Iuppiter Optimus Maximus Teutanus tiszteletére, a helybeli duumvirek által a 3. század első felében készíttetett oltárok, melyek mind a civitas Eraviscorum kutatásának új forrásai.
Az első hazai víz alatti régészeti feltárás során nagy nehézségeket kellett leküzdeni. A 7–8 km/h sebességű áramlás a meder fenekén viharszerűen sodorta a homokot, a sokszor nulla méteres látótávolság mellett csak a tapogatózás segített. Fényképezni csak a novemberi és decemberi merülésekkor lehetett a hideg és viszonylag algamentes vízben, de ezek a felvételek csak a szakemberek számára értékelhetők.
2000 júniusában a Duna Adony (Vetus Salina) melletti holtágában indult víz alatti régészeti feltárás, immár modernebb eszközökkel. A hét méterrel a víz szintje alatt kotrás során előkerült szarkofágmaradványok és feliratos, domborműves sírkövek feltárása során már figyelembe vették a bölcskei tapasztalatokat. Az új  magnetométeres és más műszerekkel már a merülés megkezdése előtt tisztázható a falak, nagyobb tárgyak helyzete.
Időközben az ország több pontján is folytak próbálkozások, elsősorban a római korból, esetenként a középkorból származó, víz alatti lelőhelyek lokalizálására, így az  Óbudai-szigetnél a római híddal kapcsolatosan, Szegeden a Tiszában egy római kőemlékekkel elsüllyedt hajó felkutatására, és a Győr térségében lévő, korábbról már ismert lelőhelyeken. Lébényszentmiklóson a Barátföld-pusztai kavicsbányában, a máriakálnoki kavicsbányában és a Kúnsziget–Toronyvár-dűlőben római objektumokat kerestek könnyűbúvárok régészeti irányítás mellett.
Kezdeti lépések történtek a régészhallgatók búvárképzése és a búvárok régészeti ismeretekkel történő ellátása terén is, de anyagi okok miatt ezek hamarosan elhaltak.

### Viták a víz alatti feltárás sürgősségéről

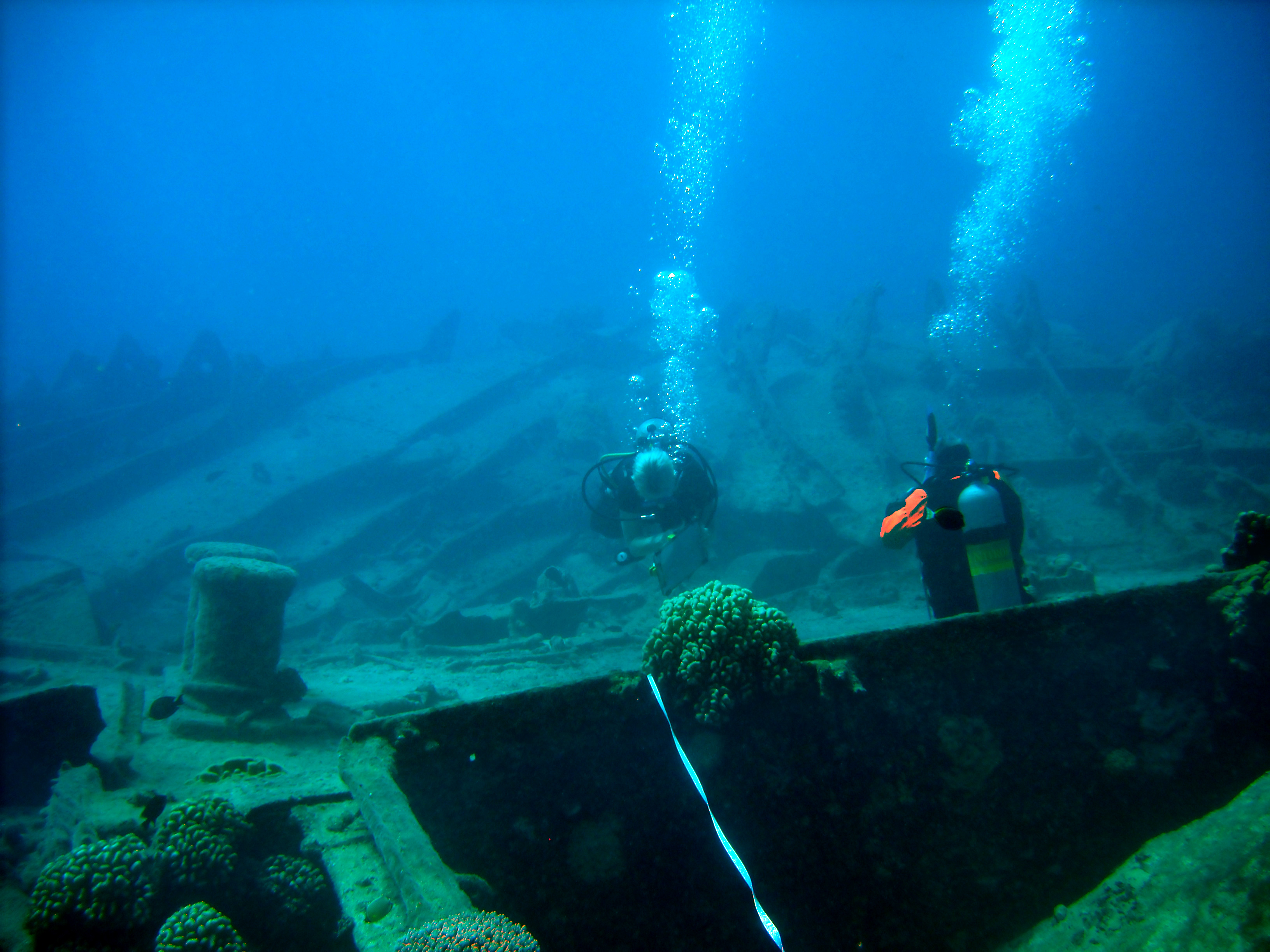
Vízalatti régészek

A víz alatti régészeti emlékeket a víz természetes romboló hatásától kezdve az illegális búvártevékenységen át a mederkotrásig sok veszély fenyegeti. Néhány szakember viszont úgy véli, hogy a víz alatti régészeti leleteket – a szárazföldiekhez hasonlóan – nem kell feltétlenül feltárni, mert a víz alatt teljes biztonságban vannak, felhozataluk pedig a pusztulásukat okozhatja. A víz tartósító hatása valóban sokszor nagyon jó, de nem minden anyag vonatkozásában. Bizonyos fémek – például az égett vastárgyak – akár néhány évszázad alatt elpusztulnak, a vas helyén sokszor csak egy bűzös lével teli, oxiddal körbeágyazott üreg marad. A víz hőmérsékletének ingadozása, vagy a jeges ár idején végzett robbantások is repedéseket okozhatnak a kőemlékekben. Az uralkodó régészeti vélemény ezért az, hogy a víz nem természetes közege a régészeti tárgyaknak, ezért minél előbb fel kell tárni és a szárazföldi leleteknél is gondosabban konzerválni kell őket.